# Napoleón Calzado
Napoleón Calzado (nacido el 9 de febrero de 1977 en Santo Domingo) es un ex jardinero dominicano que jugó en las Grandes Ligas de Béisbol con los Orioles de Baltimore en la temporada 2005. En cuatro partidos, tuvo un hit en cinco turnos al bate, jugando en los jardines. Pasó toda su carrera, a excepción de una breve parada en 2004 en la organización de los Bravos de Atlanta, con los Orioles después de ser firmado como amateur en 1996. El 26 de junio de 2009, Calzado firmó con el equipo Long Beach Armada, de la Golden League Baseball en Long Beach, California.